# Laminacauda peruensis
Laminacauda peruensis là một loài nhện trong họ Linyphiidae.
Loài này thuộc chi Laminacauda. Laminacauda peruensis được Alfred Frank Millidge miêu tả năm 1985.